# EBay Inc. v. MercExchange, L. L. C.
eBay Inc. v. MercExchange, L.L.C., 547 U.S. 388 (2006), est un arrêt important de la jurisprudence de la Cour suprême des États-Unis en matière d'exploitation de brevets, rendu le 15 mai 2006. La décision dicte qu'une injonction ne doit pas être accordée uniquement sur le critère de violation de brevet, ni à l'opposé refusée sous prétexte que le plaignant n'exploite pas l'objet du brevet. La Cour Suprême demande aux Circuits Fédéraux de prendre en compte quatre facteurs déterminants pour l'obtention ou non de réparations.

## Contexte
Ce procès oppose eBay, plateforme de courtage en ligne, à MercExchange, un développeur de logiciels de commerce électronique basée en Virginie.
MercExchange accuse eBay de contrefaçon délibérée de trois de ses brevets délivrés en 2000 et 2001 par l'Office Américain des Brevets, dont le brevet "Buy it now" ("Achat immédiat").
Les deux entités avaient entamé des négociations en vue de la signature d'un accord de licence. À la suite de l'interruption des négociations, le procès a éclaté.
En première instance, en 2003, le jury a condamné eBay à verser 25 millions de dollars US, retenant l'accusation de contrefaçon délibérée à deux des brevets du plaignant, le troisième brevet étant invalidé au motif de documentation insuffisante.
La Cour d'Appel du circuit fédéral a confirmé le montant des dommages. Néanmoins, elle a enjoint eBay de ne plus utiliser le brevet jusqu'à ce qu'un accord de licence ait été signé ou qu'une alternative technique ait été trouvée au motif que lorsqu'un brevet a été jugé enfreint, la décision doit inclure une injonction d'arrêt de l'utilisation du brevet objet du litige.
En second appel, au printemps 2006, la Cour suprême a donné tort aux cours de niveau inférieur au motif que celles-ci n'ont pas appliqué correctement les critères prescrits par la loi fédérale. En conséquence, l'injonction est annulée et le dossier renvoyé en première instance.

## Décision
Le plaignant doit être en mesure de prouver:
- qu'il a subi des dommages irréparables,
- que les compensations légales existantes ne suffisent pas à contrebalancer les pertes subies,
- qu'en mettant en balance les situations du plaignant et du défendant, un remède est accordé selon le principe d'équité (dans son sens anglo-saxon de réajustement de lois strictes lorsque leur application est jugée disproportionnée : equity (en)),
- que l'intérêt du public ne sera pas perturbé par une injonction permanente.

A contre-courant de la jurisprudence classique des États-Unis, cette décision recentre la balance entre les détenteurs traditionnels de brevets (industries, PME) et les patents trolls qui menacent l'équilibre relatif du système des brevets par des modèles commerciaux basés sur l'obtention de redevances sur des inventions qu'ils n'exploitent généralement pas.
En cela, cette décision peut être rapprochée en France de l'obligation légale d'exploiter les brevets avant un délai de trois ans suivant la délivrance (ou quatre ans suivant le dépôt de la demande de brevet lorsque ce second délai est plus favorable au déposant).

## Effets de l'arrêt
Le 30 juillet 2007, la Cour de district juge des dommages et intérêts suffisants arguant que le plaignant cherchait à conclure des accords de licence. Une injonction est alors exclue.
Alors qu'on pense qu'un recours supplémentaire de la part de MercExchange n'est pas à exclure, les parties trouvent un terrain d'entente le 28 février 2008. Le contenu de l'accord est resté secret.

### Sources
1. 1 2  lien vers la page web de la Cour Suprême des Etats-Unis via la version anglophone de la décision
2. ↑  « Welcome to MercExchange.com :  : Generating Changes in Dynamic Markets », sur Internet Archive (consulté le 15 janvier 2024).
3. 1 2 3 4  Le gouvernement fédéral apporte son soutien au brevet "Achat immédiat", Federal government supports "Buy It Now" patent. (en)
4. ↑  Jury: eBay jugé coupable de contrefaçon de brevets Jury: eBay guilty of patent infringement. (en)
5. ↑  La cour suprême tranche en faveur d'eBay Supreme Court rules in favor of eBay. (en)
6. ↑  Les patents trolls, mauvais génies du monde des brevets, Marie-Gabrielle Plasseraud, Avril 2008.
7. ↑  L'obligation d'exploiter, Institut de Recherche en Propriété Intellectuelle
8. ↑  eBay gagne un nouveau round dans la bataille sur le brevet "Achat immédiat"eBay wins round in 'Buy it now' patent redux (en), July 30, 2007
9. ↑  La guerre des brevets d'eBay: un recours de la part de MercExchange n'est pas à exclure en réponse à la décision de la cour de district eBay Patent Wars: MercExchange Likely to Appeal Injunction Ruling (en)
10. ↑  eBay, MercExchange mettent un terme à la querelle autour du brevet "Achat immédiat" eBay, MercExchange end 'Buy it now' patent feud. (en)